# Amager
Amager – duńska wyspa położona w cieśninie Sund.
Powierzchnia wyspy wynosi 96,3 km² i zamieszkuje ją 196,0 tys. osób (I 2017 r.). Amager połączona jest mostem ze Szwecją. Od Zelandii oddzielona cieśniną Kalveboderne, od wyspy Saltholm – Drogden.
Na wyspie rozwinął się przemysł stoczniowy. Ludność wyspy zajmuje się warzywnictwem, sadownictwem oraz rybołówstwem.
Administracyjnie wyspa podlega trzem gminom: Dragør, Tårnby i Kopenhadze (część stolicy Danii jest położona na Amager; w tej części znajduje się m.in. międzynarodowy port lotniczy Kopenhagi – Kastrup).

## Demografia
- Wykres liczby ludności Amager na przestrzeni ostatniego stulecia

źródło: Duński Urząd Statystyczny